# Great Warley
Great Warley is een plaats in het Engelse graafschap Essex. Het maakt deel uit van het district Brentwood. In 1861 telde het toen nog zelfstandige dorp 1220 inwoners. Great Warley heeft 23 vermeldingen op de Britse monumentenlijst. Daaronder bevindt zich de in 1902-04 in art nouveau gebouwde dorpskerk, gewijd aan de Maagd Maria.

## Geboren
- Pinson Bonham (1762-1855), Brits militair en gouverneur van Suriname